# NGC 141
NGC 141 ist eine verschmelzende Balken-Spiralgalaxie vom Hubble-Typ SBa/P im Sternbild Fische auf der Ekliptik. Sie ist schätzungsweise 530 Millionen Lichtjahre von der Milchstraße entfernt und hat einen Durchmesser von etwa 125.000 Lichtjahren. 

Im selben Himmelsareal befinden sich u. a. die Galaxien NGC 138 und NGC 139.
Das Objekt wurde am 29. August 1864 von dem deutschen Astronomen Albert Marth entdeckt.